# Campionati africani maschili di pallacanestro
I Campionati Africani Maschili di Pallacanestro FIBA, conosciuti ufficialmente come FIBA AfroBasket, sono una competizione sportiva continentale organizzata dalla FIBA Africa, la federazione africana della pallacanestro. Fino all'edizione del 2017, la competizione si svolgeva ogni due anni, ma dall'edizione 2021 si svolgerà ogni quattro anni.
Si tratta di un torneo tra nazionali, che assegna il titolo di Campione d'Africa alla nazionale vincitrice, ed è di solito valevole per la qualificazione ai Giochi olimpici e ai Campionati mondiali maschili di pallacanestro.
Il primo campionato africano di pallacanestro si tenne nel 1962, e da allora sono state disputate 29 edizioni, 11 delle quali vinte dall'Angola.

## Albo d'oro
| 1962 dettagli | Il Cairo             | Rep. Araba Unita   | 66 – 42  | Sudan          | Marocco            | 44 – 41  | Guinea             |
| 1964 dettagli | Casablanca           | Rep. Araba Unita   | 69 – 57  | Marocco        | Palestina          | 53 – 51  | Tunisia            |
| 1965 dettagli | Tunisi               | Marocco            | 70 – 57  | Tunisia        | Algeria            | 57 – 46  | Senegal            |
| 1968 dettagli | Casablanca           | Senegal            | 67 – 60  | Marocco        | Rep. Centrafricana | 76 – 60  | Mali               |
| 1970 dettagli | Alessandria d'Egitto | Rep. Araba Unita   | 70 – 63  | Senegal        | Tunisia            | 76 – 56  | Rep. Centrafricana |
| 1972 dettagli | Dakar                | Senegal            | 61 – 54  | Egitto         | Mali               | 107 – 74 | Rep. Centrafricana |
| 1974 dettagli | Bangui               | Rep. Centrafricana | 72 – 67  | Senegal        | Tunisia            | 82 – 72  | Camerun            |
| 1975 dettagli | Alessandria d'Egitto | Egitto             | 70 – 61  | Senegal        | Sudan              | 81 – 78  | Zaire              |
| 1978 dettagli | Dakar                | Senegal            | 103 – 72 | Costa d'Avorio | Egitto             | 2 – 0    | Sudan              |
| 1980 dettagli | Rabat                | Senegal            | 96 – 90  | Costa d'Avorio | Marocco            | 97 – 83  | Algeria            |
| 1981 dettagli | Mogadiscio           | Costa d'Avorio     | 81 – 65  | Egitto         | Somalia            | 2 – 0    | Algeria            |
| 1983 dettagli | Alessandria d'Egitto | Egitto             | 94 – 68  | Angola         | Senegal            | 78 – 71  | Costa d'Avorio     |
| 1985 dettagli | Abidjan              | Costa d'Avorio     | 84 – 73  | Angola         | Egitto             | 74 – 73  | Senegal            |
| 1987 dettagli | Tunisi               | Rep. Centrafricana | 94 – 87  | Egitto         | Angola             | 73 – 71  | Mali               |
| 1989 dettagli | Luanda               | Angola             | 89 – 62  | Egitto         | Senegal            | 65 – 53  | Mali               |
| 1992 dettagli | Il Cairo             | Angola             | 71 – 66  | Senegal        | Egitto             | 97 – 81  | Mali               |
| 1993 dettagli | Nairobi              | Angola             | 69 – 61  | Egitto         | Senegal            | 90 – 76  | Kenya              |
| 1995 dettagli | Algeri               | Angola             | 67 – 55  | Senegal        | Nigeria            | 58 – 51  | Algeria            |
| 1997 dettagli | Dakar                | Senegal            | 69 – 48  | Nigeria        | Angola             | 79 – 55  | Egitto             |
| 1999 dettagli | Luanda               | Angola             | 79 – 72  | Nigeria        | Egitto             | 75 – 63  | Mali               |
| 2001 dettagli | Casablanca           | Angola             | 78 – 68  | Algeria        | Egitto             | 77 – 71  | Tunisia            |
| 2003 dettagli | Alessandria d'Egitto | Angola             | 85 – 65  | Nigeria        | Egitto             | 81 – 79  | Senegal            |
| 2005 dettagli | Algeri               | Angola             | 70 – 61  | Senegal        | Nigeria            | 88 – 76  | Algeria            |
| 2007 dettagli | Luanda               | Angola             | 86 – 72  | Camerun        | Capo Verde         | 53 – 51  | Egitto             |
| 2009 dettagli | Bengasi              | Angola             | 82 – 72  | Costa d'Avorio | Tunisia            | 83 – 68  | Camerun            |
| 2011 dettagli | Antananarivo         | Tunisia            | 67 – 56  | Angola         | Nigeria            | 77 – 67  | Costa d'Avorio     |
| 2013 dettagli | Abidjan              | Angola             | 57 – 40  | Egitto         | Senegal            | 57 – 56  | Costa d'Avorio     |
| 2015 dettagli | Radès                | Nigeria            | 74 – 65  | Angola         | Tunisia            | 82 – 73  | Senegal            |
| 2017 dettagli | / Radès / Dakar      | Tunisia            | 77 – 65  | Nigeria        | Senegal            | 73 – 62  | Marocco            |
| 2021 dettagli | Kigali               | Tunisia            | 78 – 75  | Costa d'Avorio | Senegal            | 86 – 73  | Capo Verde         |

## Medagliere per nazioni
Dati aggiornati all'edizione 2021
| Posiz. | Nazione            | Oro | Argento | Bronzo | Totale |
| ------ | ------------------ | --- | ------- | ------ | ------ |
| 1.     | Angola             | 11  | 4       | 2      | 17     |
| 2.     | Egitto             | 5   | 6       | 6      | 17     |
| 2.     | Senegal            | 5   | 6       | 6      | 17     |
| 4.     | Tunisia            | 3   | 1       | 4      | 8      |
| 5.     | Costa d'Avorio     | 2   | 4       | 0      | 6      |
| 6.     | Rep. Centrafricana | 2   | 0       | 1      | 3      |
| 7.     | Nigeria            | 1   | 4       | 3      | 8      |
| 8.     | Marocco            | 1   | 2       | 2      | 5      |
| 9.     | Algeria            | 0   | 1       | 1      | 2      |
| 9.     | Sudan              | 0   | 1       | 1      | 2      |
| 11.    | Camerun            | 0   | 1       | 0      | 1      |
| 12.    | Capo Verde         | 0   | 0       | 1      | 1      |
| 12.    | Mali               | 0   | 0       | 1      | 1      |
| 12.    | Palestina          | 0   | 0       | 1      | 1      |
| 12.    | Somalia            | 0   | 0       | 1      | 1      |

## MVP
| Anno | Vincitore           |
| ---- | ------------------- |
| 1974 | Gaston Gambor       |
| 1980 | Mathieu Faye        |
| 1987 | Frédéricque Goporo  |
| 1993 | Étienne Preira      |
| 1997 | Omar Mar            |
| 1999 | Lamine Diawara      |
| 2001 | Miguel Lutonda      |
| 2003 | Miguel Lutonda      |
| 2005 | Boniface Ndong      |
| 2007 | Joaquim Gomes       |
| 2009 | Joaquim Gomes       |
| 2011 | Salah Mejri         |
| 2013 | Carlos Morais       |
| 2015 | Chamberlain Oguchi  |
| 2017 | Ike Diogu           |
| 2021 | Makram Ben Romdhane |